# Brie-sous-Matha
Brie-sous-Matha è un comune francese di 205 abitanti situato nel dipartimento della Charente Marittima nella regione della Nuova Aquitania.

## Società

### Evoluzione demografica
Abitanti censiti